# Comité suprême pour la libération de la Lituanie
Le Comité suprême pour la libération de la Lituanie ou VLIK (lituanien : Vyriausiasis Lietuvos išlaisvinimo komitetas) est une organisation souhaitant l'indépendance de la Lituanie. Il fut créé le 25 novembre 1943, pendant l'occupation nazie. Après la Seconde Guerre mondiale, il déménage à l'étranger et poursuit ses opérations en Allemagne et aux États-Unis. Le VLIK prétendait être le représentant légal du parlement et du gouvernement lituaniens, mais ne jouissait pas d'une reconnaissance internationale. Il fut dissous en 1990 lorsque la Lituanie rétablit son indépendance.